# افاریم کاتزیر
افرائیم کاتزیر (عبری: אפרים קציר‎؛ ۱۶ مهٔ ۱۹۱۶ – ۳۰ مهٔ ۲۰۰۹) یک بیوفیزیکدان اهل اسرائیل و چهارمین رئیس‌جمهور این کشور بود.
وی همچنین برنده جوایزی همچون جایزه اسرائیل شده است. افرائیم کاتزیر در ۳۰ مه ۲۰۰۹ دو هفته بعد از تولد ۹۳ سالگی‌اش درگذشت.